# 谯城区
谯城区是中國安徽省亳州市下辖的一个市辖区。1986年撤县设市，为亳州市（县级），隶属阜阳地区。2000年5月设立地级亳州市，原县级亳州市改为谯城区。区人民政府驻文化巷。区域总面积为2,262.89平方公里。

## 行政区划
现辖3街道办事处，20镇，2乡。
花戏楼街道、薛阁街道、汤陵街道、古井镇、芦庙镇、华佗镇、魏岗镇、牛集镇、颜集镇、五马镇、十八里镇、谯东镇、十九里镇、沙土镇、观堂镇、大杨镇、城父镇、十河镇、双沟镇、淝河镇、古城镇、龙扬镇、立德镇、张店乡、赵桥乡、亳州市经济技术开发区和安徽亳州工业园区。

## 人口
根据(安徽省)亳州市第七次全国人口普查公报显示：谯城区常住人口为1537231人，男性占比50.85%，女性占比49.15%，年龄结构中0-14岁占比22.82%，15-59岁占比61.9%，60岁以上占比15.28%，65岁以上占比12.69%。

## 交通
- 商杭客运专线：芦庙站、亳州南站、古城东站
- 京九铁路：古城集站